# Rolf Thiele (Künstler)
Rolf Thiele (* 1942 in Braunschweig) ist ein deutscher Maler, Plastiker und Hochschullehrer.

## Leben und Wirken
Rolf Thiele studierte an der Akademie der Bildenden Künste München und war ein Meisterschüler von Mac Zimmermann. Von 1974 bis 2007 war er Professor für Malerei und Freie Kunst an der Hochschule für Künste Bremen.
Rolf Thiele lebt und arbeitet in Frankreich im Kunstprojekt „Académie Galan“ in Galan. Er ist Dozent an der Bundesakademie für kulturelle Bildung Wolfenbüttel.

## Arbeiten im öffentlichen Raum
- 1985: Zyklus „Arbeit“ für die Deutsche Oberpostdirektion Bremen, Bernd Altenstein in Zusammenarbeit mit Dieter Oesterlen und Rolf Thiele,[4] Gestaltung des Eingangsbereiches unter Beteiligung von Bernd Altenstein, Karl Heinrich Greune, Thomas Hartmann, Franz Erhard Walther und Rolf Thiele[5]
- 1994: dreiteilige Skulpturengruppe in der Fußgängerzone Alte Holstenstraße, Bezirk Bergedorf, Hamburg[6]
Von dieser Skulpturengruppe wurde 2011 eine Skulptur durch einen Unfall beschädigt.[7] Der Rest wurde abgebaut und eingelagert und dann vom Bauhof gestohlen.[8] In einer Antwort[9] auf ein Auskunftsersuchen der Fraktion Die Linke an das Bezirksamt Bergedorf wird von einer unbekannten Schadenshöhe und einer unbekannten Ergänzung der Skulpturengruppe gesprochen. Später wurde eine Verständigung auf eine Ergänzung vermeldet, aber auf die ungeklärte Finanzierung hingewiesen.[10]

## Schriften
- Bergedorfer Skulpturengruppe. Ein Bericht über die Entstehung der drei Skulpturen in Hamburg-Bergedorf, Alte Holstenstraße. Bremen 1994, OCLC 314108662.
- Bergedorfer Skulpturen. Galerie Kreuzweg Neun, Braunschweig 1994, OCLC 832682115.
- Die Haut der Tage. Aufzeichnungen Juni–Aug. 1995. Ein Tagebuch (= Ästhetik der Überforderung. Band 1). Académie Galan, Galan 2001, OCLC 248488700.
- Ästhetik der Überforderung. Versuch einer Künstlerästhetik. Aufzeichnungen. Band 2. Bundesakademie für kulturelle Bildung, Wolfenbüttel 2006, ISBN 3-929622-98-X.
- Ästhetik der Überforderung. Versuch einer Künstlerästhetik. Aufzeichnungen. Band 3. Bundesakademie für kulturelle Bildung, Wolfenbüttel 2006, ISBN 3-929622-99-8.